# Sousoší svatého Floriána (Žireč)
Sousoší svatého Floriána v Žirči, části města Dvůr Králové nad Labem v okrese Trutnov. Socha je chráněna jako kulturní památka, Národní památkový ústav tuto sochu uvádí v katalogu památek pod rejstříkovým číslem ÚSKP 36777/6-3763.